# Grand Prix d'Isbergues 2007
Il Grand Prix d'Isbergues 2007, sessantunesima edizione della corsa e valida come evento dell'UCI Europe Tour 2007, si svolse il 23 settembre 2007, per un percorso totale di 200 km. Fu vinto dallo svizzero Martin Elmiger che giunse al traguardo con il tempo di 4h53'08" alla media di 40,937 km/h.
Al traguardo 86 ciclisti portarono a termine il percorso.

## Ordine d'arrivo (Top 10)
| Pos. | Corridore            | Squadra         | Tempo    |
| ---- | -------------------- | --------------- | -------- |
| 1    | Martin Elmiger       | AG2R Prév.      | 4h53'08" |
| 2    | Andy Cappelle        | Landbouwkrediet | a 2"     |
| 3    | Sébastien Chavanel   | F. des Jeux     | a 27"    |
| 4    | Greg Van Avermaet    | Predictor       | s.t.     |
| 5    | Thor Hushovd         | Crédit Agricole | s.t.     |
| 6    | Baden Cooke          | Unibet.com      | s.t.     |
| 7    | Romain Feillu        | Agritubel       | s.t.     |
| 8    | Roger Hammond        | T-Mobile        | s.t.     |
| 9    | Sébastien Hinault    | Crédit Agricole | s.t.     |
| 10   | Jonas Aaen Jørgensen | Team GLS        | s.t.     |